# Johann Jakob Scherer

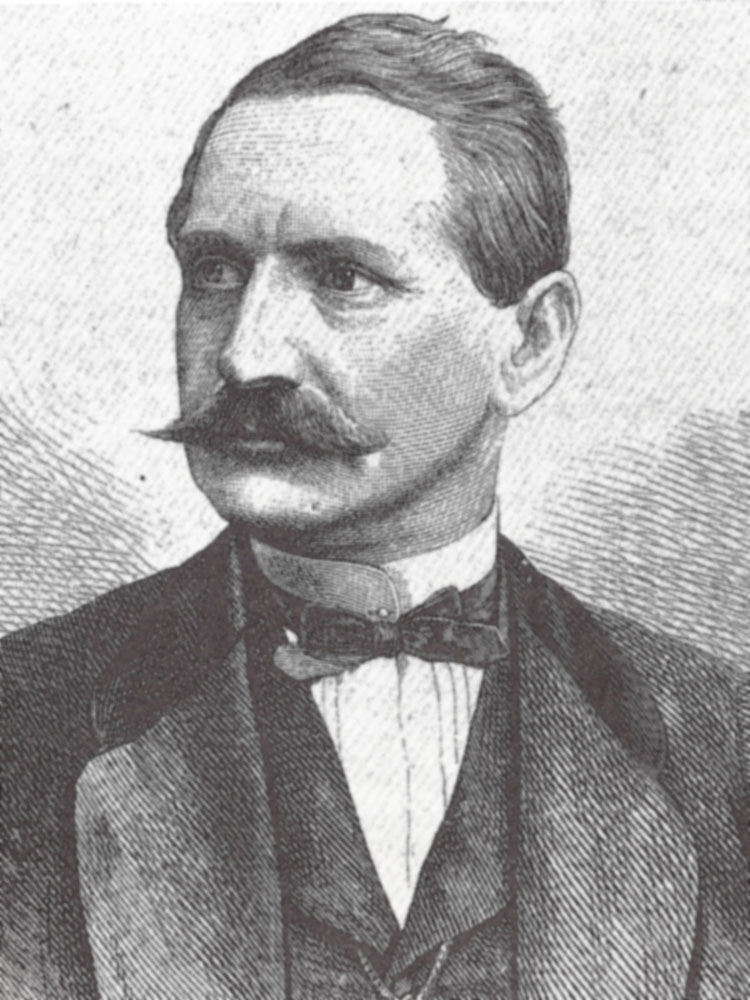
Johann Jakob Scherer (1872)

Johann Jakob Scherer (* 10. November 1825 in Schönenberg als Johann Jakob Schärer; † 23. Dezember 1878 in Bern; heimatberechtigt in Richterswil und Winterthur) war ein Schweizer Politiker, Offizier und Unternehmer. Nach einer militärischen Karriere gehörte er ab 1866 der Regierung des Kantons Zürich an, ab 1869 dem Nationalrat. Als Vertreter der Demokraten (damals noch Gegenspieler der FDP) wurde er 1872 in den Bundesrat gewählt. Sechs Jahre später verstarb er im Amt.

## Biografie

### Militärische Laufbahn

Johann Jakob Scherer in Uniform (um 1850)

Er war der älteste Sohn des vermögenden Gutsbesitzers und Pferdehändlers Johann Jakob Schärer und von Elisabeth Eschmann. Von seinem Vater ungewöhnlich streng erzogen, besuchte er die Volksschule in Schönenberg und die Sekundarschule in Richterswil. 1840 trat er in das Handelsinstitut Hüni in Horgen ein, musste sich aber auch um den elterlichen Betrieb kümmern. Als Dolmetscher, Kassier und Gehilfe begleitete Schärer seinen Vater auf Geschäftsreisen nach Italien. Nachdem er 1846 die Kavallerie-Rekrutenschule in Winterthur absolviert hatte, nahm er im November 1847 als Korporal am Sonderbundskrieg teil. Beim Gefecht von Gisikon befand er sich zwar in der Nähe, war aber nicht direkt an den Kampfhandlungen beteiligt. Im Sommer 1848 absolvierte er einen Offizierslehrgang in Zürich. 1850 folgte die Berufung in den Generalstab, zwei Jahre später die Beförderung zum Hauptmann (verbunden mit einer Festanstellung als Instruktor).
Gegen den Willen seines Vaters heiratete Schärer im Februar 1854 Anna Studer, die Tochter eines wohlhabenden Bäckers aus Winterthur; das Paar blieb kinderlos. 1856 wurde er zum Major befördert, 1860 zum Oberstleutnant, 1865 zum Obersten im Generalstab. Er führte zwei Infanteriebrigaden und war von 1865 bis 1867 Oberinstruktor der Kavallerie. Nach einem glimpflich verlaufenen Reitunfall im Jahr 1857 strebte er zunehmend nach weniger gefährlichen Beschäftigungen. 1860 eröffnete er in Winterthur ein Handelsunternehmen, das auf britische Waren spezialisiert war. Im selben Jahr erwarb er das Winterthurer Bürgerrecht und änderte seinen Nachnamen in Scherer, um sich vom mittlerweile verstorbenen Vater zu distanzieren.

### Kantons- und Bundespolitik
Scherer trat für die direkte Demokratie ein und lehnte das damals im Kanton Zürich bestehende System der repräsentativen Demokratie ab, da es überwiegend den Interessen der Wirtschaftskreise um Alfred Escher und der Kantonshauptstadt diente. Als Kandidat der Demokraten wurde er 1860 in den Winterthurer Stadtrat gewählt. Zusammen mit mehreren Industriellen war er 1862 an der Gründung der Bank in Winterthur beteiligt und gehörte fortan dem Verwaltungsrat an. Im Mai 1864 folgte die Wahl in den Grossen Rat. Dieser wiederum wählte ihn am 27. Dezember 1866 in den zürcherischen Regierungsrat. Scherer übernahm die Militärdirektion und wirkte 1869 als Mitglied des Verfassungsrates auch an der Ausarbeitung der demokratisch geprägten Revision der Kantonsverfassung mit. In den Jahren 1869 und 1870 amtierte er als Regierungspräsident.
Bei den Parlamentswahlen 1869 kandidierte Scherer im Wahlkreis Zürich-Nord und war im zweiten Wahlgang erfolgreich. Im Nationalrat gehörte er der Verfassungskommission an und war Sprecher in Militärfragen. Kurz nach Ausbruch des Deutsch-Französischen Krieges im November 1870 erhielt er bei der Wahl zum Generalstabschef am zweitmeisten Stimmen. Einen Monat später wurde er zum Kommandanten der 8. Division ernannt. Nach der Demobilisierung übte Scherer heftige Kritik an der Amtsführung von General Hans Herzog, doch stellte sich die Presse mehrheitlich gegen ihn. Gleichwohl übertrug ihm der Bundesrat das Kommando über die Herbstmanöver des Jahres 1872.
Sechs Wochen nach dem überraschenden Rücktritt von Bundesrat Jakob Dubs fand am 12. Juli 1872 die Wahl seines Nachfolgers statt. Der Anspruch des Kantons Zürich auf eine Vertretung in der Landesregierung war keineswegs unumstritten, zudem verkomplizierte der Konflikt zwischen Zentralisten und Föderalisten in der Frage der Verfassungsrevision die Ausgangslage. Nach dem ersten Wahlgang lag der Tessiner Carlo Battaglini vor dem Thurgauer Fridolin Anderwert in Führung, auf den weiteren Plätzen folgten die beiden Winterthur Scherer und Gottlieb Ziegler. Battaglini und Ziegler schieden später aus, sodass noch Anderwert und Scherer übrigblieben. Letzterer setzte sich im vierten Wahlgang mit 91 von 147 gültigen Stimmen durch (auf Anderwert entfielen 52 Stimmen, auf Vereinzelte 4 Stimmen). Scherer nahm die Wahl nach einem Tag Bedenkzeit an. Er bat aber darum, noch das Manöver leiten zu dürfen, was das Parlament genehmigte.

### Bundesrat
Seine militärische Erfahrung konnte Scherer zunächst nicht in die Regierung einbringen, da er das frei gewordene Finanzdepartement übernehmen musste. 1873 erfolgte der Wechsel ins Eisenbahn- und Handelsdepartement. In diesem war er unter anderem für die Umsetzung des neuen Eisenbahngesetzes zuständig, das dem Bund mehr Aufsichtskompetenzen einräumte. Ebenso war er an der Ausarbeitung des neuen Fabrikgesetzes massgeblich beteiligt. Im Jahr 1875 war Scherer Bundespräsident. Er stand in dieser Funktion wie damals üblich dem Politischen Departement vor und war somit Aussenminister.
1876 konnte Scherer endlich das Militärdepartement übernehmen, nachdem er mit Emil Welti getauscht hatte. Seine Hauptaufgabe war der Vollzug des neuen Militärorganisationsgesetzes, mit dem zahlreiche Kompetenzen von den Kantonen an den Bund übertragen wurden. Die nach der Totalrevision der Bundesverfassung von 1874 markant zugenommenen Aufgaben des Bundes und die Folgen der Grossen Depression führten zu einem stark angestiegenen Defizit. Scherer setzte deshalb umfangreiche Sparmassnahmen durch. Gleichzeitig musste er sich der Kritik stellen, wonach das Militär zu «verpreussen» drohe. Eine von ihm ausgearbeitete Gesetzesvorlage zur Reform des Wehrpflichtersatzes scheiterte am 9. Juli 1876 in einer Volksabstimmung. Die nur wenig veränderte zweite Gesetzesvorlage fiel am 21. Oktober 1877 ebenfalls in einer Volksabstimmung durch. Gegen die dritte Vorlage im Jahr 1878 gab es kein Referendum.
Scherer litt seit einiger Zeit an gesundheitlichen Problemen und musste längere Pausen mit Kuraufenthalten einlegen. Kurz nach seiner Wiederwahl im Dezember 1878 erkrankte er an einer akuten Appendizitis. Der spätere Nobelpreisträger Theodor Kocher führte die notwendig gewordene Operation durch, konnte sein Leben aber nicht retten. Scherer starb im Alter von 53 Jahren und wurde am 27. Dezember in Winterthur feierlich zu Grabe getragen.